# دیامانتینو یونا فافه
دیامانتینو یونا فافه (به انگلیسی: Diamantino Iuna Fafé؛ زادهٔ ۱۰ ژوئن ۲۰۰۱) یک کشتی‌گیر آزاد‌کار اهل گینه بیسائو است. وی سابقه حضور در المپیک ۲۰۲۰ توکیو و المپیک ۲۰۲۴ پاریس را دارد.
او در المپیک ۲۰۲۴ پاریس پرچمدار کشورش در آیین گشایش و پایانی بود.